# 蒙自黄檀
蒙自黄檀（学名：Dalbergia henryana）为豆科黄檀属下的一个种。

## 扩展阅读
- 維基物種上的相關：蒙自黄檀